# Omar Benítez
Omar Benítez ist ein salvadorianischer Straßenradrennfahrer.
Omar Benítez wurde 2009 beim Clásica Alerta Empresa Bicimanía auf den ersten beiden Etappen jeweils Zweiter und er belegte auch in der Gesamtwertung den zweiten Platz. Bei der salvadorianischen Meisterschaft belegte Benítez in den Rennen der U23-Klasse den zweiten Platz im Einzelzeitfahren hinter Francisco de León und das Straßenrennen konnte er für sich entscheiden.

## Erfolge
2009
- Salvadorianischer Meister – Straßenrennen (U23)

2011
- Salvadorianischer Meister – Einzelzeitfahren
- Salvadorianischer Meister – Straßenrennen